# سهراب اعرابی
سهراب اَعرابی، (۴ اسفند ۱۳۶۸ - ۲۵ خرداد ۱۳۸۸) جوان ۱۹ ساله‌ای که در جریان اعتراضات به نتایج انتخابات ۱۳۸۸ در تاریخ نامعلومی کشته شد. احتمال می‌رود که سهراب اعرابی در تظاهرات روز ۲۵ خرداد در تیراندازی نیروهای بسیجی از بالای پایگاه بسیج مقداد کشته شده باشد.

## کشته شدن
پروین فهیمی، مادر سهراب که از فعالان صلح و عضو گروه مادران صلح است، گفت سهراب در راهپیمایی دوشنبه ۲۵ خرداد از وی جدا شد و شب به خانه بازنگشت. خانواده در بیمارستان‌ها، کلانتری‌ها، زندان اوین و دادگاه انقلاب جستجو کردند اما نام سهراب در هیچ فهرستی، نه در فهرست اسامی اعلام شده در زندان اوین و نه در فهرست نصب شده بر دیوار دادگاه انقلاب نبود.

پروین فهیمی هر روز صبح برای یافتن نشانه‌ای از پسرش به دادگاه انقلاب می‌رفت و هر بعد از ظهر عکس سهراب را جلوی در زندان اوین برده و عکس را به هر آزاد شده‌ای نشان می‌داد و می‌پرسید آیا او را دیده‌اند یا خیر. چند نفر مطمئن بودند او را دیده‌اند.
با این حال خانواده سهراب به زندان قزل حصار، شورآباد و آگاهی شاپور هم سر می‌زدند. در آگاهی به آنها گفته شد مسئولان ماموریتند و تا اول هفته بعد نیستند؛ بنابراین آنها ابتدای هفته به آگاهی مرکز تشخیص هویت رفتند و در آنجا عکس‌هایی از آلبوم عکس‌های ۱۵ تا ۲۰ ساله‌ها و ۲۰ تا ۲۵ ساله‌ها را نشان‌شان دادند و چون سهراب بین آنها نبود نتیجه گرفته می‌شود سهراب در زندان اوین است. روز چهارشنبه قبل از کنکور اعلام می‌شود هر کسی زندانی کنکوری دارد مدارک زندانی را بیاورد تا با کفالت آزاد شود. خانواده سهراب کفالت ۱۰ میلیون تومانی برای او سپردند اما در زندان مدارک سهراب را از آنجا که در لیست زندان اوین نبود قبول نکردند. روز بعد خانواده‌های مشابه را زیر پل اوین جمع کردند و به آنها اعلام کردند فرزندان آنها در بندهای مخصوص هستند و باید تکلیف آنها را از دادگاه انقلاب جویا شوند. در دادگاه انقلاب به خانواده‌های این ۳۹ نفر گفتند بروید کارهای مربوط به کفالت را انجام دهید، فاکس زده‌ایم و امروز آزاد می‌شوند. اما باز هم تا جمعه به خانواده سهراب خبری داده نشد.
در تاریخ ۲۰ تیر مادر سهراب اعرابی را به اداره تشخیص هویت ارجاع می‌دهند تا آلبوم‌های کشته‌شدگان را نگاه کند و مشخص می‌شود او کشته شده‌است.

## خاکسپاری
ملیحه محمدی، از بستگان سهراب اعرابی گفته‌است که جنازهٔ او به منظور خاکسپاری، یکشنبه، ۲۱ تیر به خانواده‌اش تحویل داده شد. مراسم خاکسپاری سهراب اعرابی، صبح روز دوشنبه ۲۲ تیر، در بهشت زهرای تهران برگزار شد.

## رویدادهای پس از کشته شدن
منزل سهراب اعرابی در شهرک آپادانا می‌باشد. در شب‌های پس از اعلام مرگ وی، گروهی از مردم هر شب در مقابل منزل ایشان به قصد همدردی با خانواده او تجمع کردند.
میرحسین موسوی و زهرا رهنورد نیز برای دیدار با خانواده سهراب اعرابی و همدردی و تسلی آنان به خانه آنها رفتند.
میرحسین موسوی به همراه همسرش زهرا رهنورد در تاریخ ۲۳ تیر، در منزل سهراب اعرابی حاضر شدند و با خانوادهٔ او ابراز همدردی کردند. همچنین مهدی کروبی هم در تاریخ ۲۴ تیر با حضور در منزل سهراب اعرابی با خانواده و آشنایان وی دیدار کرد.

## مراسم چهلم
روز ۲۹ مرداد ۱۳۸۸، خانواده سهراب اعرابی مراسم چهلم او را بر سر مزار وی در بهشت زهرا برگزار کردند.

## انتشار تمبر یادبود
با تلاش هواداران جنبش سبز در کشورهای هلند و ژاپن، تمبر یادبود سهراب اعرابی و ندا آقاسلطان منتشر گردید.